# John Crowley

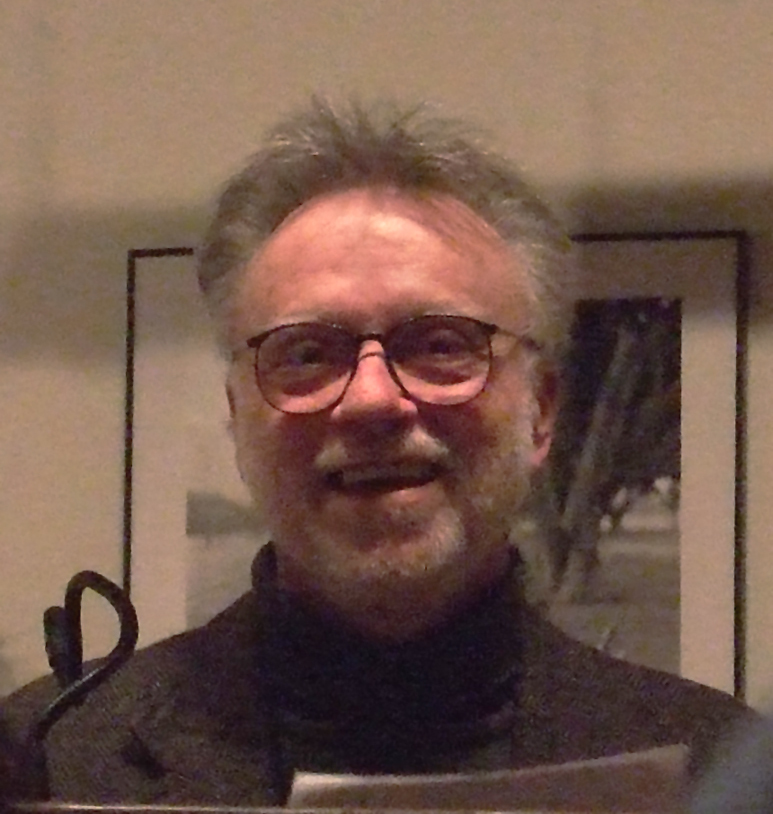
John Crowley (2007)

John Michael Crowley (* 1. Dezember 1942 in Presque Isle, Maine) ist ein US-amerikanischer Schriftsteller, Produzent und Drehbuchautor für Dokumentarfilme sowie Dozent an der Yale University.
Sein bekanntestes Werk ist der Roman Little, Big (erschienen 1981), welcher mit dem World Fantasy Award als bester Roman ausgezeichnet wurde.

## Leben
John Crowley wurde 1942 in Presque Isle in Maine geboren. Sein Vater war Luftwaffenoffizier. Crowley wuchs in Vermont, Kentucky und Indiana auf. Er besuchte eine High School und studierte an der Indiana University. Nachdem er die Universität abgeschlossen hatte, zog er nach New York, um dort Filme zu drehen, was er bis heute tut. Seinen ersten Roman veröffentlichte er 1975, seit 1993 unterrichtet er an der Yale University.

## Werk
Crowleys erste veröffentlichte Romane waren Science-Fiction: The Deep (1975) und Beasts (1976). Engine Summer (1979) wurde 1980 für den American Book Award nominiert, außerdem wurde er in David Pringles 100 Best Science Fiction Novels aufgenommen.
1981 erschien Little, Big, ein Roman, von dem Ursula K. Le Guin sagte, dass es nach einer Neudefinition von Fantasy rufe („calls for a redefinition of fantasy“).
1980 begann Crowley damit, einen vierbändigen Roman namens Ægypt zu schreiben. Die einzelnen Teile der Reihe nannte er The Solitudes (ursprünglich: Ægypt), Love & Sleep, Dæmonomania, und Endless Things. Das Werk wurde im Jahr 2007 veröffentlicht.
Weitere Romane von John Crowley sind The Translator und Lord Byron’s Novel: The Evening Land, ein Buch, das selbst einen fiktiven Roman enthält. Eine Erzählung namens The Girlhood of Shakespeare’s Heroines erschien 2002.
Insbesondere mit Little, Big und dem Ægypt-Zyklus gilt Crowley als ein wichtiger Vertreter der Slipstream-Literatur in der Science-Fiction.
Crowleys Kurzgeschichten sind in drei Bänden erschienen: Novelty (inklusive der Erzählung Great Work of Time, für die Crowley den World Fantasy Award erhielt), Antiquities und Novelties & Souvenirs. Eine Sammlung seiner Aufsätze und Buchbesprechungen kam 2007 unter dem Titel In Other Words auf den Markt.
1989 gründeten Crowley und seine Frau Laurie Block das Unternehmen Straight Ahead Pictures, um Produktionen über amerikanische Geschichte und Kultur für Film, Radio und Internet herzustellen. Crowley schreibt außerdem Drehbücher für Kurzfilme und Dokumentationen. Sein Werk erhielt mehrfach verschiedene Preise und wurde auf Filmfestivals wie dem New York Film Festival oder der Berlinale aufgeführt. Seine Drehbücher umfassen Werke wie The World of Tomorrow (über die Weltausstellung 1939), The Hindenburg und FIT: Episodes in the History of the Body (über die amerikanische Fitnesskultur, zusammen mit Laurie Block).
Eine Brieffreundschaft mit dem Literaturkritiker Harold Bloom führte dazu, dass Crowley seit 1993 Kurse an der Yale University über utopische Literatur, kreatives Schreiben und Drehbuchschreiben hält.

## Kritik
„Vergleiche zwischen Engine Summer und Davy von Edgar Pangborn drängen sich auf und wurden schon an anderer Stelle gezogen. Sie sind insofern zutreffend, als das Buch von einem ebenso tief empfundenen Humanismus geprägt ist wie Pangborns Werk, und doch ist Engine Summer etwas anderes, Neues, dafür sorgt allein schon Crowleys meisterliches stilistisches Einfühlungsvermögen, und sein schriftstellerisches Talent, das die meisten seiner Kollegen weit hinter sich läßt… ein ausgefallenes, einzigartiges Buch, das man gelesen haben sollte.“

## Auszeichnungen
- 1982 World Fantasy Award für Little, Big
- 1982 Mythopoeic Fantasy Award für Little, Big
- 1989 Interzone Readers Poll in der Kategorie „All-Time Best Sf Author“
- 1990 World Fantasy Award als beste Erzählung für Great Work of Time
- 1992 American Academy and Institute of Arts and Letters Award für Literatur
- 1997 Locus Award für die beste Kurzgeschichte für Gone
- 1999 Grand Prix de l’Imaginaire für Great Work of Time als beste übersetzte Kurzgeschichte
- 2003 Premio Flaiano für The Translator
- 2006 World Fantasy Award für das Lebenswerk
- 2018 Mythopoeic Award für Ka: Dar Oakley in the Ruin of Ymr
- 2018 Edgar Allan Poe Award – Kategorie Best Short Story für Spring Break

## Bibliografie
Ægypt (Romane)
- 1 Ægypt (1987; auch: The Solitudes, 2007)
  - Deutsch: Aegypten. Übersetzt von Hannah Harders. S. Fischer, Frankfurt am Main 1991, ISBN 3-10-013104-5.
- 2 Love & Sleep (1994)
- 3 Dæmonomania (2000)
- 4 Endless Things: A Part of Ægypt (2007)

Romane
- The Deep (1975)
  - Deutsch: In der Tiefe. Übersetzt von Irene Holicki. Heyne SF&F #3821, 1981, ISBN 3-453-30723-2.
- Beasts (1975)
  - Deutsch: Geschöpfe. Übersetzt von Hans Maeter. Heyne SF&F #3684, 1980, ISBN 3-453-30604-X.
- Engine Summer (1979)
  - Deutsch: Maschinensommer. Übersetzt von Irene Holicki. Heyne SF&F #3932, 1982, ISBN 3-453-30857-3.
- Little, Big (1981)
  - Deutsch: Little Big oder Das Parlament der Feen. Übersetzt von Thomas Lindquist. S. Fischer, 1984, ISBN 3-10-013102-9. Auch als: Das Parlament der Feen. Mit einem Vorwort von Dietmar Dath. Übersetzt von Thomas Lindquist. Piper #6517, München und Zürich 2004, ISBN 3-492-26517-0.
- The Translator (2002)
  - Deutsch: Die Übersetzerin. Übersetzt von André Taggeselle. Golkonda, 2017, ISBN 978-3-946503-08-8.
- Lord Byron’s Novel: The Evening Land (2005)
- Four Freedoms (2009)
- The Chemical Wedding by Christian Rosencreutz: A Romance in Eight Days (2016)
- Ka: Dar Oakley in the Ruin of Ymr (2017)
  - Deutsch: KA: Das Reich der Krähen. Übersetzt von Annette von Charpentier. Golkonda (Allgemeine Reihe #245), 2018, ISBN 978-3-946503-45-3.

Sammlungen
- Novelty (1989)
- Antiquities (1990)
- Beasts / Engine Summer / Little, Big (1991, Sammelausgabe)
- Three Novels (1994, Sammelausgabe von Engine Summer, The Deep und Beasts; auch: Otherwise: Three Novels, 2002)
  - Deutsch: Maschinensommer. Heyne SF&F #4182, 1985, ISBN 3-453-31162-0.
- Novelties & Souvenirs: Collected Short Fiction (2004)
- Totalitopia plus „This Is Our Town“ and „Everything That Rises“ and „Paul Park’s Hidden Worlds“ and „I Did Crash a Few Parties“ : Outspoken Interview and Much More (2017)
- And Go Like This (2019)

Kurzgeschichten und Novellen
1975:
- Beasts (1975, Auszug)
  - Deutsch: Sphinx. Übersetzt von Hans Maeter. In: Manfred Kluge (Hrsg.): Das Universum der Phantasie. Heyne (Allgemeine Reihe #6598), 1982, ISBN 3-453-02193-2.

1977:
- Antiquities (1977, in: Stuart David Schiff (Hrsg.): Whispers: An Anthology of Fantasy and Horror)
  - Deutsch: Antiquitäten. Übersetzt von Imke Brodersen. In: Jack M. Dann und Gardner R. Dozois (Hrsg.): Das große Katzen-Lesebuch der Fantasy. Goldmann, 1993, ISBN 3-442-42244-2.

1978:
- Where Spirits Gat Them Home (1978, in: Charles L. Grant (Hrsg.): Shadows)
- Her Bounty to the Dead (1978)

1980:
- The Reason for the Visit (1980, in: Ursula K. Le Guin und Virginia Kidd (Hrsg.): Interfaces)
  - Deutsch: Der Grund des Besuchs. Übersetzt von Birgit Reß-Bohusch. In: Ursula K. Le Guin und Virginia Kidd (Hrsg.): Grenzflächen. Heyne SF&F #4175, 1985, ISBN 3-453-31140-X.

1981:
- The Green Child (1981, in: Terri Windling und Mark Alan Arnold (Hrsg.): Elsewhere)

1982:
- Little, Big (in: Science Fiction Digest, January-February 1982, Auszug)

1983:
- Novelty (in: Interzone, #5 Autumn 1983)

1985:
- Snow (in: Omni, November 1985)
  - Deutsch: Schnee. Übersetzt von Biggy Winter. In: Wolfgang Jeschke (Hrsg.): An der Grenze. Heyne SF&F #4610, 1989, ISBN 3-453-03475-9.

1989:
- Great Work of Time (1989, in: John Crowley: Novelty)
  - Deutsch: Das große Werk der Zeit. Übersetzt von Joachim Körber. Wandler, 2021. ISBN 978-3-948825-02-7.
- In Blue (1989, in: John Crowley: Novelty)
- The Nightingale Sings at Night (1989, in: John Crowley: Novelty)

1990:
- Missolonghi 1824 (in: Isaac Asimov’s Science Fiction Magazine, March 1990)

1993:
- Exogamy (1993, in: Ellen Datlow (Hrsg.): Omni Best Science Fiction Three)

1996:
- Gone (in: The Magazine of Fantasy & Science Fiction, September 1996)
  - Deutsch: Fort. Übersetzt von Horst Pukallus. In: Ronald M. Hahn (Hrsg.): Der Lincoln-Zug. Heyne SF&F #5892, 1997, ISBN 3-453-12673-4.

1997:
- Lost and Abandoned (1997, in: Ellen Datlow und Terri Windling (Hrsg.): Black Swan, White Raven)

2000:
- An Earthly Mother Sits and Sings (2000)

2002:
- The War Between the Objects and the Subjects (2002, in: William Schafer und Bill Sheehan (Hrsg.): J. K. Potter’s Embrace the Mutation)
- The Girlhood of Shakespeare’s Heroines (2002, in: Peter Straub und Bradford Morrow (Hrsg.): Conjunctions: 39, The New Wave Fabulists)

2006:
- Spotlight on Little, Big (2006, in: John Crowley: Lord Byron’s Novel: The Evening Land)

2008:
- Conversation Hearts (2008)

2011:
- And Go Like This (2011, in: Ellen Datlow (Hrsg.): Naked City: Tales of Urban Fantasy)

2016:
- The Million Monkeys of M. Borel (2016, in: Bradford Morrow und Elizabeth Hand (Hrsg.): Other Aliens)

2017:
- In the Tom Mix Museum (2017, in: John Crowley: Totalitopia)
- This Is Our Town (2017, in: John Crowley: Totalitopia)
- Spring Break (2017, in: Amy Bloom (Hrsg.): New Haven Noir)
- Ka (in: Lightspeed, October 2017)

2018:
- Flint and Mirror (2018, in: Gardner Dozois (Hrsg.): The Book of Magic)

Anthologien
- The Haunted Dusk (1983; mit Charles L. Crow und Howard Kerr)

Sachliteratur
- In Other Words (2007)
- Reading Backwards (2019)

## Filmografie
- 1979 America Lost and Found
- 1980 The Hindenberg: Ship of Doom
- 1980 Flashback
- 1983 No Place to Hide
- 1984 America and Lewis Hine
- 1984 The World of Tomorrow
- 1986 Are We Winning Mommy? America & the Cold War (deutsch: Gewinnen wir, Mama? – Amerika und der kalte Krieg)
- 1987 A $10 Horse and a $40 Saddle
- 1991 mit Laurie Block: Fit: Episodes in the History of the Body
- 1991 Pearl Harbor: Surprise and Remembrance
- 1991 American Experience
- 1992 Liberators – Befreier (Liberators: Fighting on Two Fronts in World War II)
- 1995 Nobody's Girls: Five Women of the West
- 1995 The Gate of Heavenly Peace
- 1995 Frontline
- 2003 Morning Sun